# Els Setze Jutges
Els Setze Jutges est un groupe musical espagnol actif entre 1961 et 1968. Formé par Miquel Porter i Moix, Remei Margarit et Josep Maria Espinàs, il se compose, durant son existence, de chanteurs d'expression catalane.

## Histoire
Le nom du groupe provient d'un virelangue très connu en catalan : « seize juges d'un jury mangent le foie d'un pendu si le pendu se dépendait, les seize juges mangeraient le foie d'un dépendu ». L'objectif du groupe est d'impulser le mouvement de la Nova Cançó et normaliser l'usage du catalan dans le monde de la musique contemporaine.
Ils commencent avec des chansons originales et des adaptations de chanteurs français, en particulier Georges Brassens. Le cercle s'agrandit avec l'arrivée progressive d'autres artistes aux côtés des membres fondateurs par ordre chronologique : Miquel Porter i Moix (décédé en 2004), Remei Margarit (décédé en 2023), Josep Maria Espinàs  (décédé en 2023), Delfí Abella (décédé en 2007), Francesc Pi de la Serra, Enric Barbat (décédé en 2011), Xavier Elies (décédé en 2010), Guillermina Motta, Maria del Carme Girau, Martí Llauradó, Joan Ramon Bonet, Maria Amèlia Pedrerol, Joan Manuel Serrat, Maria del Mar Bonet, Rafael Subirachs, et Lluís Llach.
Le 13 avril 2007, le groupe reçoit la médaille d'or du parlement de Catalogne pour son rôle de revalorisation de la culture catalane.